# یزدی‌بندی
یزدی‌بندی نوع خاصی از نحوه کاربندی زیر گنبد، پوشش قوسی شکل ورودی‌ها است که به طور معمول از نظر تزئینی نیز جلوه‌ای خاص به فضایی که دربر گرفته می‌بخشد. یزدی بندی حالتی است بین رسمی‌بندی و مقرنس